# Ratoser Stein
Der  Ratoser Stein  mit 2474 m ü. M. ist ein Berg im Kanton Graubünden in der Schweiz.

## Lage
Der Ratoser Stein in den Plessuralpen  ist ein Kulminationspunkt im Hauptgrat der Hochwangkette. Er liegt 3,6 km nördlich  von Pagig im Schanfigg und 7 km südlich  von Hinterberg bei Furna im Prättigau.
Auf der Südseite  wie auf der Nordseite durch Schrofen aus den darunterliegenden Alpweiden abgehoben. Die Grate sind leicht zu begehen. Über diese führen auch die Routen zum Gipfel.

## Aufstieg
- vom Skihaus Hochwang (1958 m) zum Fürggli (2290 m) und über den Ostgrat
- von Furna Hinterberg via Alp Lerch und Alp Varnezza zum Fürggli (2290 m) und über den Ostgrat
- von Pagig oder St. Peter, über Triemel durch die Pagiger Bleis zum Sattel und den Nordwestgrat
- vom Hochwang zum Sattel und den Nordwestgrat

Touristisch erschlossen von der Schanfigger Seite über einen Sessellift (von Fatschel bis Triemel) und durch den Schanfigger Höhenweg.

## Benachbarte Gipfel
Furner Rothorn 2363 m, 
Cuggel 2413 m, 
Aroser-Weisshorn 2653 m, 
Tüfelsch Chopf 2480 m, 
Hochwang 2533 m. 

## Karten
- Landeskarte der Schweiz 1:25'000, Blatt 1176 Schiers, Blatt 1196 Arosa,
- Landeskarte der Schweiz 1:50'000, Blatt 248 Prättigau.